# Monte Fistocchio e Monte Scorda
Monte Fistocchio e Monte Scorda este o arie protejată (arie specială de conservare — SAC, sit de importanță comunitară — SCI) din Italia întinsă pe o suprafață de 454 ha, integral pe uscat.

## Localizare
Centrul sitului Monte Fistocchio e Monte Scorda este situat la coordonatele 38°12′03″N 15°58′52″E / 38.200833°N 15.981111°E.

## Înființare
Situl Monte Fistocchio e Monte Scorda a fost declarat sit de importanță comunitară în septembrie 1995 pentru a proteja 1 specie de animale. Situl a fost protejat și ca arie specială de conservare în aprilie 2018.

## Biodiversitate
Situată în ecoregiunea mediteraneană, aria protejată conține 2 habitate naturale: Lande oro-mediteraneene cu formațiuni endemice de grozamă, Păduri de fag din Apenini cu Taxus și Ilex.
La baza desemnării sitului se află o specie protejată de  mamifere: lupul (Canis lupus).
Pe lângă speciile protejate, pe teritoriul sitului au mai fost identificate 4 specii de plante, 1 specie de amfibieni, 5 specii de mamifere.